# María Ángeles Durán Heras
María Ángeles Durán Heras és una sociòloga espanyola que va néixer a Madrid el 30 de novembre de 1942. Es va llicenciar en Ciències Polítiques i Econòmiques (1964) i es va doctorar en Cièncias Polítiques (1971) a la Universidad Complutense, la seva tesi doctoral titulada El trabajo de las Mujeres va significar el punt de partida del feminisme acadèmic a Espanya. L'any 1972 va fer estudis postdoctorals a l'Institute for Social Research (ISR) de la University of Michigan, becada pel Comissió Fulbright.

## Activitat científica i acadèmica
La seva recerca s'inscriu en l'àmbit de la Sociologia econòmica: el valor del treball no remunerat, cost social de la malaltia o la percepció del cos i espai de les dones, la interdependència entre la vida pública i privada, així com la situació de grups socials que en general desperten poc interès en Economia i Sociologia. Fou la primera dona a Espanya que va obtenir una càtedra de Sociologia. Ha estat professora de Sociologia, a les universitats Autónoma i Complutense de Madrid, C.E.U. i a la de Zaragoza. Des de 1987 fins a la seva jubilació el 2012 va ser Professora d'Investigació en l'especialitat de Ciències Socials al CSIC i actualment segueix desenvolupant la seva activitat investigadora en el Centro de Ciencias Humanas y Sociales del CSIC com a investigadora ad honorem.
- 2010-2013 Directora de la Cátedra UNESCO Red Unitwin en Políticas de Género e Igualdad de Derechos entre Mujeres y Hombres. Actualment n'és la Presidenta Honoraria.[8]
- 2002-2006 Integrant del Comitè Executiu de l'Associació Internacional de Sociologia.[9]
- 1998-2001 Presidenta de la Federació Espanyola de Sociologia.[10]
- 1979-1985 Directora del Seminario de Estudios de la Mujer, precursor de l'Instituto Universitario de Estudios de la Mujer de la Universitat Autònoma de Madrid, reconegut com a tal en 1993.[11]

## Premis i reconeixements
- 2018 Premi Nacional de Sociologia y Ciencia Política.[12]
- 2013 Doctora honoris causa per la Universitat de Granada.[13]
- 2012 Doctora honoris causa per la Universitat de València.[14][15]
- 2008 Doctora honoris causa per la Universitat Autònoma de Madrid.[16]
- 2005 Medalla al Mèrit en el Treball.[17]
- 2002 Premi Nacional d'Investigació Pascual Madoz en Ciències Econòmiques i Jurídiques.

El 2004 la Universitat Autònoma de Madrid va instituir el Premi María Ángeles Durán, Premi d'Innovació Científica en Estudis de les Dones i de Gènere els objectius del qual són: Fomentar l'avanç del coneixement feminista, incentivar la creativitat teòrica i metodològica i impulsar la qualitat de la investigació per a garantir el canvi social.

## Publicacions
Entre els seus llibres destaquen:
- 2012 - El trabajo no remunerado en la economía global.[18]
- 2010 - Tiempo de vida y tiempo de trabajo.[19]
- 2007 - El valor del tiempo. ¿Cuántas horas te faltan al día?
- 2005 - La cuenta satélite del trabajo no remunerado en la Comunidad de Madrid.
- 2003 - Diario de Batalla. Mi lucha contra el cáncer.[20]
- 2000-2003 - Los costes invisibles de la enfermedad.[21]
- 2000 - Nuevos objetivos de igualdad en el siglo XXI: las relaciones entre mujeres y hombres (coord.).[22]
- 2000 - Si Aristóteles levantara la cabeza. Quince ensayos sobre las ciencias y las letras.[23]
- 1998 - La ciudad compartida: conocimiento, afecto y uso.[24]
- 1996 - Mujeres y hombres en la formación de la Teoría Sociológica.[25][26]
- 1986 - La jornada interminable.
- 1983 - Desigualdad social y emfermedad.
- 1982 - La investigación sobre la mujer en la Universidad española contempoánea: para un catálogo de tesis y memorias de licenciatura sobre la mujer.
- 1978 - El ama de casa. Crítica política de la economía doméstica.
- 1977 - El trabajo de la mujer universitaria en la empresa.
- 1977 - Dominación, sexo y cambio social.
- 1972 - El trabajo de la mujer en España. Un estudio sociológico.